# Czerwonka (gromada w powiecie biskupieckim)
Czerwonka – dawna gromada, czyli najmniejsza jednostka podziału terytorialnego Polskiej Rzeczypospolitej Ludowej w latach 1954–1972.
Gromady, z gromadzkimi radami narodowymi (GRN) jako organami władzy najniższego stopnia na wsi, funkcjonowały od reformy reorganizującej administrację wiejską przeprowadzonej jesienią 1954 do momentu ich zniesienia z dniem 1 stycznia 1973, tym samym wypierając organizację gminną w latach 1954–1972.
Gromadę Czerwonka z siedzibą GRN w Czerwonce utworzono – jako jedną z 8759 gromad na obszarze Polski – w powiecie reszelskim w woj. olsztyńskim na mocy uchwały nr 25 WRN w Olsztynie z dnia 4 października 1954. W skład jednostki weszły obszary dotychczasowych gromad Czerwonka, Najdymowo i Wilimy ze zniesionej gminy Czerwonka w tymże powiecie. Dla gromady ustalono 14 członków gromadzkiej rady narodowej.
1 stycznia 1958 do gromady Czerwonka włączono obszar zniesionej gromady Biesowo w tymże powiecie.
1 stycznia 1959 powiat reszelski przemianowano na powiat biskupiecki.
31 grudnia 1961 do gromady Czerwonka włączono obszar zniesionej gromady Węgój w tymże powiecie.
31 grudnia 1967 do gromady Czerwonka włączono część obszaru wsi Zerbuń (19,02 ha) z gromady Jeziorany oraz część obszaru PGL Nadleśnictwo Sadłowo (13,62 ha) z gromady Kolno w tymże powiecie.
Gromada przetrwała do końca 1972 roku, czyli do kolejnej reformy gminnej.